# Bulkowo-Kolonia
Bulkowo-Kolonia (prononciation : [bulˈkɔvɔ kɔˈlɔɲa]) est un village polonais de la gmina de Bulkowo dans le powiat de Płock de la voïvodie de Mazovie dans le centre-est de la Pologne.
Le village compte approximativement une population d'un habitant en 2006.

## Histoire
De 1975 à 1998, le village appartenait administrativement à la voïvodie de Płock.